# Província d'Oddar Meancheay
Oddar Meanchey (khmer: ឧត្ដរមានជ័យ; IPA: [ʔutdɑː miən cɨj], "Nord-oest victoriós") és una de les províncies (khaet) de Cambodja, situada a l'extrem nord-oest. Limita amb les províncies de Banteay Meanchey, a l'oest, Siem Reap, al sud, i Preah Vihear, a l'est. La seva frontera nord representa els límits internacionals del país, essent també la frontera amb Tailàndia. La capital de la província és Samraong.

## Etimologia
Oddar Meanchey vol dir, literalment, "Nord-oest victoriós". Aquest nom, d'origen sànscrit a través del pali, deriva de les paraules "uttarā" (उत्तर), meaning "més amunt, nord, esquerra" (és a dir, nord-oest), i "jaya" (जय), que vol dir "victòria". La paraula khmer "Mean" (មាន), així com la tai "Mi" (มี), són paraules que signifiquen "tenir".

## Divisions administratives
La província es divideix en 5 districtes:
| 1. Anlong Veaeng 2. Banteay Ampil 3. Chong Kal 4. Samraong 5. Trapeang Prasat |

## Ecologia
El territori d'aquesta província està situat a les muntanyes Dângrêk. Actualment s'hi està produint un greu problema de desforestació a la zona. Tot i així, el primer projecte de desenvolupament comunitari de conservació de boscos de l'Àsia es va desenvolupar a la província, rebent diversos premis.
Els incendis forestals són habituals en l'època seca, a més de produir-se molta tal·la il·legal d'arbres, fets que afavoreixen aquesta desforestació.

## Història

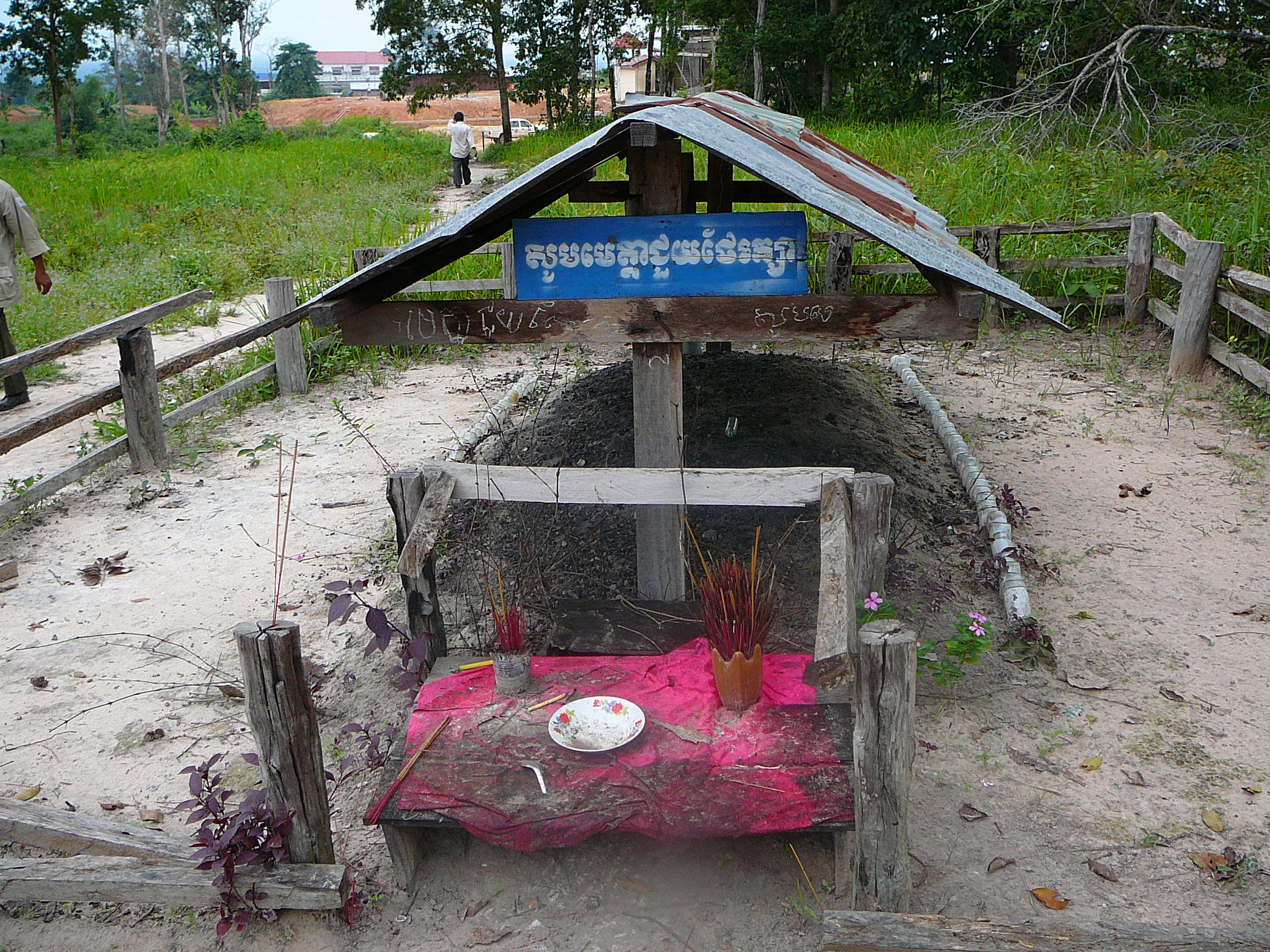
Tomba de Pol Pot, líder dels khmers rojos, que va morir al districte d'Anlong Veng el 1998.

La zona muntanyosa i boscosa que actualment compon la província d'Oddar Meanchey va formar part de l'antiga província siamesa de Cambodja Interior, entre els anys 1795 i 1907. Després que aquesta fos retornada a Cambodja, el 1907, el rei Sisowath va decidir dividir-la en Battambang i Siem Reap (Oddar Meanchey va ser inclosa a Siem Reap). Després de la guerra francotailandesa (1941-1946), la província va tornar a caure sota domini siamès, convertint-se en la província de Phibunsongkhram. No obstant, la aprovíncia va retornar, un altre cop, sota el paraigües cambodjà, el 1946, després de les pressions tant de França com de les Nacions Unides. Finalment, la província va ser organitzada el 1966. En el transcurs de la Guerra civil (1967-1975), aquesta província va servir de base d'operacions dels kmers rojos, en la seva lluita contra la República Khmer de Lon Nol.
Després de la seva derrota, els khmers rojos van reconstruir les seves bases a la zona de les muntanyes Dangrek, prop de la frontera amb Tailàndia, i van convertir Anlong Veng en la seva "capital" principal, entre el 1989 i el 1997. La província d'Oddar Meanchey és una de les més afectades per mines terrestres de tot el país.